# Marcel van den Hout
M.A. (Marcel) van den Hout (Den Haag, 1955) is een Nederlands hoogleraar Klinische Psychologie aan de Universiteit Utrecht. Daarnaast is Van den Hout actief als cognitief gedragstherapeut en klinisch psycholoog bij het Academisch Angstcentrum Altrecht in Utrecht. 

## Levensloop
Van den Hout studeerde van 1975 tot 1980 psychologie aan de Rijksuniversiteit Groningen. In 1984 promoveerde hij op Carbondioxide and anxiety. An experimental approach to a clinical claim aan de Universiteit Maastricht. 
Vanaf 1988 tot 2004 was hij voltijds hoogleraar en vakgroepsvoorzitter aan de Universiteit Maastricht. Daarnaast was hij van 1988 tot 2002 wetenschappelijk directeur van het instituut “Experimentele Psychopathologie” van de Universiteit Maastricht. Ook was hij van 1995 tot 2004 wetenschappelijk directeur van de daarbij horende landelijke onderzoekschool. Ten slotte was hij rond 1998 tot 2004 hoofd van de afdeling Medische Psychologie van het Academisch Ziekenhuis Maastricht.
Vanaf 2004 is hij als hoogleraar Klinische Psychologie verbonden aan de Universiteit Utrecht. Ook is hij als cognitief gedragstherapeut en Klinisch Psycholoog werkzaam bij het Academisch Angstcentrum Altrecht in Utrecht. 
Het onderzoek van Van den Hout zich voornamelijk op ontstaan, voortbestaan en behandeling van angststoornissen.
In 2016 werd Van den Hout uitgeroepen tot de beste promotor van Nederland door het Promovendi Netwerk Nederland (PNN).